# 2668 Татарія
2668 Татарія (2668 Tataria) — астероїд головного поясу, відкритий 26 серпня 1976 року.
Тіссеранів параметр щодо Юпітера — 3,574.